# Mugilogobius stigmaticus
Mugilogobius stigmaticus är en fiskart som först beskrevs av De Vis, 1884.  Mugilogobius stigmaticus ingår i släktet Mugilogobius och familjen smörbultsfiskar. Inga underarter finns listade i Catalogue of Life.